# Municipio de Highpoint
El municipio de Highpoint (en inglés: Highpoint Township) es un municipio ubicado en el condado de Ness en el estado estadounidense de Kansas. En el año 2010 tenía una población de 64 habitantes y una densidad poblacional de 0,2 personas por km².

## Geografía
El municipio de Highpoint se encuentra ubicado en las coordenadas 38°20′30″N 99°41′34″O / 38.34167, -99.69278. Según la Oficina del Censo de los Estados Unidos, el municipio tiene una superficie total de 312.6 km², de la cual 312,36 km² corresponden a tierra firme y (0,08 %) 0,24 km² es agua.

## Demografía
Según el censo de 2010, había 64 personas residiendo en el municipio de Highpoint. La densidad de población era de 0,2 hab./km². De los 64 habitantes, el municipio de Highpoint estaba compuesto por el 98,44 % blancos, el 1,56 % eran de otras razas. Del total de la población el 1,56 % eran hispanos o latinos de cualquier raza.